# Douvres (Ain)
Pour les articles homonymes, voir Douvres (homonymie).
Douvres est une commune française, située dans le département de l'Ain en région Auvergne-Rhône-Alpes. Douvres appartient également à la région historique et naturelle du Bas-Bugey.

## Géographie
Douvres se situe au pied des premiers contreforts du Jura dans la région du Bugey, en bordure de la plaine de l'Ain. La commune est bordée seulement par Ambronay au nord et Ambérieu-en-Bugey au sud.

### Communes limitrophes
|  | Ambronay          |
|  | Douvres           |
|  | Ambérieu-en-Bugey |

### Climat
Pour des articles plus généraux, voir Climat d'Auvergne-Rhône-Alpes et Climat de l'Ain.
En 2010, le climat de la commune est de type climat des marges montargnardes, selon une étude du CNRS s'appuyant sur une série de données couvrant la période 1971-2000. En 2020, Météo-France publie une typologie des climats de la France métropolitaine dans laquelle la commune est exposée à un climat de montagne ou de marges de montagne et est dans une zone de transition entre les régions climatiques « Bourgogne, vallée de la Saône » et « Jura ».
Pour la période 1971-2000, la température annuelle moyenne est de 11 °C, avec une amplitude thermique annuelle de 17,7 °C. Le cumul annuel moyen de précipitations est de 1 152 mm, avec 11,5 jours de précipitations en janvier et 7,7 jours en juillet. Pour la période 1991-2020, la température moyenne annuelle observée sur la station météorologique de Météo-France la plus proche, « Ambérieu », sur la commune de Château-Gaillard à 6 km à vol d'oiseau, est de 11,9 °C et le cumul annuel moyen de précipitations est de 1 117,5 mm,. Pour l'avenir, les paramètres climatiques de la commune estimés pour 2050 selon différents scénarios d'émission de gaz à effet de serre sont consultables sur un site dédié publié par Météo-France en novembre 2022.

## Urbanisme

### Typologie
Au 1er janvier 2024, Douvres est catégorisée bourg rural, selon la nouvelle grille communale de densité à 7 niveaux définie par l'Insee en 2022.
Elle est située hors unité urbaine. Par ailleurs la commune fait partie de l'aire d'attraction d'Ambérieu-en-Bugey, dont elle est une commune de la couronne,. Cette aire, qui regroupe 15 communes, est catégorisée dans les aires de moins de 50 000 habitants,.

### Occupation des sols
L'occupation des sols de la commune, telle qu'elle ressort de la base de données européenne d’occupation biophysique des sols Corine Land Cover (CLC), est marquée par l'importance des forêts et milieux semi-naturels (43,9 % en 2018), une proportion sensiblement équivalente à celle de 1990 (44,3 %). La répartition détaillée en 2018 est la suivante : forêts (43,9 %), zones agricoles hétérogènes (32,4 %), zones urbanisées (14,2 %), prairies (9,6 %).
L'évolution de l’occupation des sols de la commune et de ses infrastructures peut être observée sur les différentes représentations cartographiques du territoire : la carte de Cassini (XVIIIe siècle), la carte d'état-major (1820-1866) et les cartes ou photos aériennes de l'IGN pour la période actuelle (1950 à aujourd'hui).

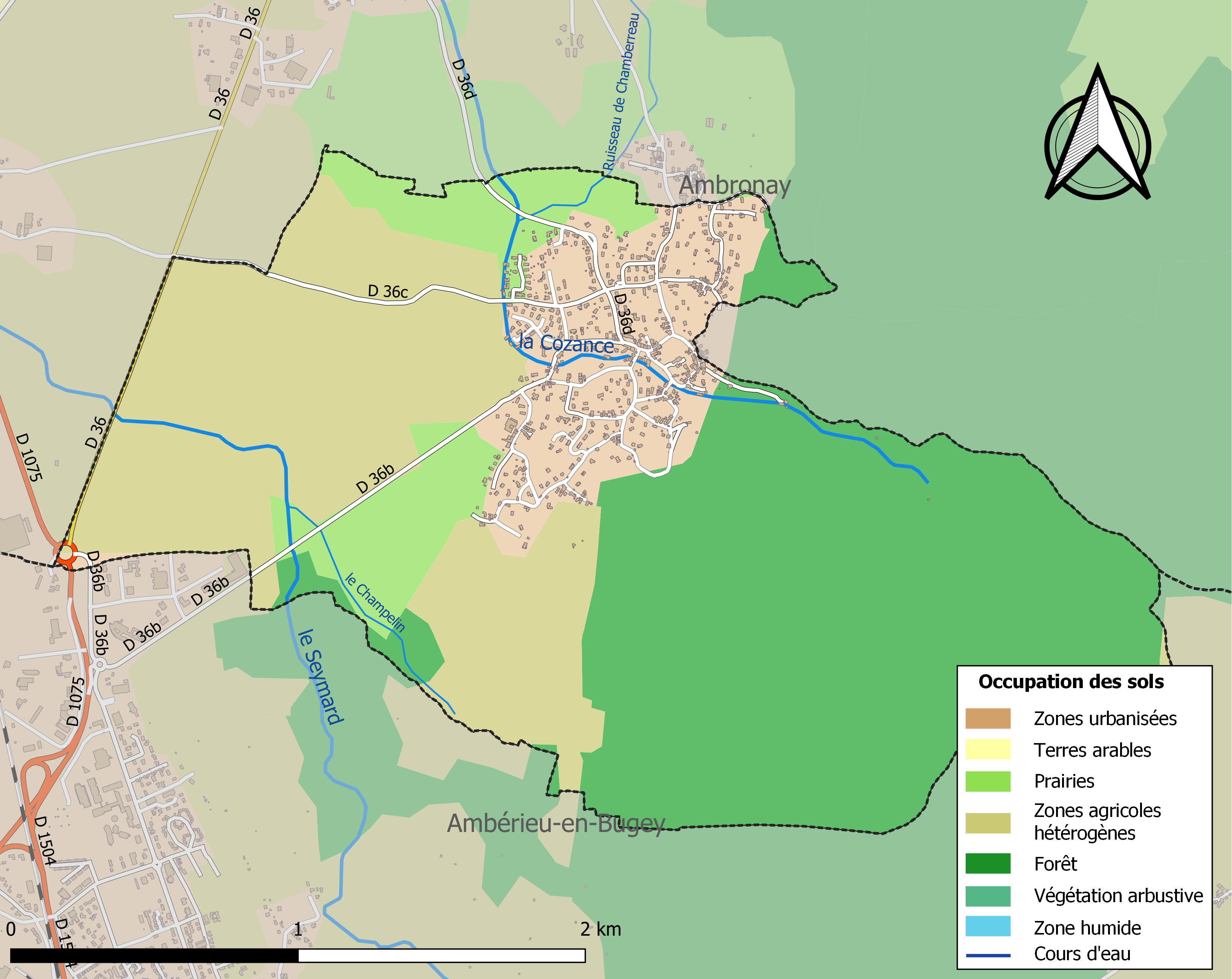
Carte des infrastructures et de l'occupation des sols de la commune en 2018 (CLC).

## Toponymie
Les premières formes observées du toponyme sont Villa de Dolvres au XIIe siècle, puis De Dovris au siècle suivant, Dovres (1344) et Douvres à partir de 1390.
Le toponyme semble issu du mot gaulois *dubron, dubra, qui désigne une « eau abondante ». On trouve ainsi une similitude avec le toponyme anglais Douvres (Dover), nommée Dubris en latin.

## Histoire
Les seigneurs de Douvres possèdent un château, centre d'une seigneurie. Il passe par mariage de Marguerite, fille et héritière de Girard de Douvres, à la famille d'Oncieu, en 1280.

## Politique et administration

### Découpage territorial
La commune de Douvres est membre de la communauté de communes de la Plaine de l'Ain, un établissement public de coopération intercommunale (EPCI) à fiscalité propre créé le 15 décembre 2002 dont le siège est à Chazey-sur-Ain. Ce dernier est par ailleurs membre d'autres groupements intercommunaux.
Sur le plan administratif, elle est rattachée à l'arrondissement de Belley, au département de l'Ain et à la région Auvergne-Rhône-Alpes. Sur le plan électoral, elle dépend du  canton d'Ambérieu-en-Bugey pour l'élection des conseillers départementaux, depuis le redécoupage cantonal de 2014 entré en vigueur en 2015, et de la cinquième circonscription de l'Ain  pour les élections législatives, depuis le dernier découpage électoral de 2010.

### Administration municipale

Mairie.

| Période                                  | Période  | Identité            | Étiquette | Qualité        |
| ---------------------------------------- | -------- | ------------------- | --------- | -------------- |
| 1922                                     | 1958     | Louis Buisson       |           |                |
| 1995                                     | 2001     | Michel Framinet     |           |                |
| 2001                                     | 2014     | Marie-Louise Dubois |           | Réélue en 2008 |
| 2014                                     | En cours | Christian Limousin  | SE        | Retraité       |
| Les données manquantes sont à compléter. |          |                     |           |                |

## Démographie
L'évolution du nombre d'habitants est connue à travers les recensements de la population effectués dans la commune depuis 1793. Pour les communes de moins de 10 000 habitants, une enquête de recensement portant sur toute la population est réalisée tous les cinq ans, les populations de référence des années intermédiaires étant quant à elles estimées par interpolation ou extrapolation. Pour la commune, le premier recensement exhaustif entrant dans le cadre du nouveau dispositif a été réalisé en 2005.
En 2022, la commune comptait 1 108 habitants, en évolution de +5,22 % par rapport à 2016 (Ain : +5,15 %, France hors Mayotte : +2,11 %).
| 1793 | 1800 | 1806  | 1821 | 1831 | 1836 | 1841 | 1846 | 1851 |
| ---- | ---- | ----- | ---- | ---- | ---- | ---- | ---- | ---- |
| 756  | 976  | 1 229 | 758  | 665  | 657  | 607  | 575  | 553  |

| 1856 | 1861 | 1866 | 1872 | 1876 | 1881 | 1886 | 1891 | 1896 |
| ---- | ---- | ---- | ---- | ---- | ---- | ---- | ---- | ---- |
| 515  | 473  | 477  | 433  | 417  | 391  | 414  | 368  | 351  |

| 1901 | 1906 | 1911 | 1921 | 1926 | 1931 | 1936 | 1946 | 1954 |
| ---- | ---- | ---- | ---- | ---- | ---- | ---- | ---- | ---- |
| 333  | 317  | 284  | 227  | 261  | 296  | 251  | 236  | 257  |

| 1962 | 1968 | 1975 | 1982 | 1990 | 1999 | 2005 | 2006 | 2010 |
| ---- | ---- | ---- | ---- | ---- | ---- | ---- | ---- | ---- |
| 267  | 254  | 298  | 534  | 606  | 646  | 877  | 915  | 962  |

| 2015  | 2020  | 2022  | - | - | - | - | - | - |
| ----- | ----- | ----- | - | - | - | - | - | - |
| 1 058 | 1 094 | 1 108 | - | - | - | - | - | - |

## Culture et patrimoine

### Lieux et monuments

Église Saints-Pierre-et-Paul.

- Église Saints-Pierre-et-Paul.
- Chapelle Saint-Pierre de Douvres.

### Personnalités liées à la commune
- Louis Buisson (1880–1958), maire de Douvres de 1922 à 1958, né à Douvres[20].
- Laurent Durand (1894–1962), cadre de l'Armée secrète à Douvres, Croix du combattant volontaire de la Résistance, Croix de guerre 1939-1945, né à Douvres[21].
- Aimé Quinson (1901–1944), homme politique et député de l'Ain, né à Douvres en 1901.
- Fleurine Tenand, née Durand (1922–2013), résistante (surnommée Pépette), Croix du combattant volontaire de la Résistance en 1966[21], Chevalier de la Légion d'honneur en 2012, née à Douvres[22],[23].
- France Kermer, née Buisson (1945 -), professeur de l'enseignement secondaire, plasticienne et auteur, née à Douvres.

### Héraldique
| Blason de Douvres (Ain) | Blason  | Écartelé : au 1er de gueules à la tour couverte et girouettée d'argent, maçonnée, ouverte et ajourée de sable, au 2e d'or aux trois chevrons d'azur, au 3e d'or aux deux fasces ondées d'azur, au 4e de gueules au four banal d'argent maçonné de sable. |
| Blason de Douvres (Ain) | Détails | |